# Macrostactobia
Macrostactobia is een geslacht van schietmotten uit de familie Hydroptilidae

## Soorten
Deze lijst is mogelijk niet compleet.
- M. elawalikanda F Schmid, 1958
- M. runcing A Wells & J Huisman, 1992